# Zhang Hongwei
Zhang Hongwei (chiń. 张宏伟; ur. 26 kwietnia 1975) – chiński lekkoatleta, skoczek o tyczce.

## Osiągnięcia
- złoty medal mistrzostw Azji (Dżakarta 2000)
- złoto halowych mistrzostw Azji (Teheran 2004)
- srebro mistrzostw  Azji (Inczon 2005)

## Rekordy życiowe
- skok o tyczce – 5.63 (2000)
- skok o tyczce (hala) – 5.40 (2003, 2004, 2005)